# Stéphane Ruffier
Stéphane Ruffier (Bayona, Francia, 27 de septiembre de 1986) es un exfutbolista francés que jugaba como guardameta.

## Selección nacional
Ha sido internacional con la selección de fútbol de Francia, ha jugado tres partidos internacionales. En 2010 fue al Mundial de Sudáfrica cuando se lesionó el guardameta suplente Cédric Carrasso pero no figuró en las fichas de los partidos en virtud del reglamento de la FIFA. Steve Mandanda, guardameta suplente en la selección francesa, anunció que no participaría en el Mundial de Brasil 2014, después de sufrir una lesión en las cervicales, con lo que Stephane Ruffier fue incluido para ir al torneo.

### Participaciones en Copas del Mundo
| Mundial                        | Sede   | Resultado        |
| ------------------------------ | ------ | ---------------- |
| Copa Mundial de Fútbol de 2014 | Brasil | Cuartos de final |

## Clubes
| Club                | País    | Año       |
| ------------------- | ------- | --------- |
| Aviron Bayona       | Francia | 2005-2006 |
| A. S. Mónaco F. C.  | Francia | 2006-2011 |
| A. S. Saint-Étienne | Francia | 2011-2021 |

## Palmarés

### Títulos nacionales
| Título                     | Club                | País    | Año  |
| -------------------------- | ------------------- | ------- | ---- |
| Copa de la Liga de Francia | A. S. Saint-Étienne | Francia | 2013 |